# Stenocereus eichlamii
Stenocereus eichlamii är en kaktusväxtart som först beskrevs av Nathaniel Lord Britton och Joseph Nelson Rose, och fick sitt nu gällande namn av Franz Buxbaum. Stenocereus eichlamii ingår i släktet Stenocereus och familjen kaktusväxter. Inga underarter finns listade i Catalogue of Life.